# 葉夫拉赫區
葉夫拉赫區是阿塞拜疆的一個區，位於該國中部。面積1,555平方公里，人口109,500人。首府葉夫拉赫為一獨立城市，另一個城市明蓋恰烏爾亦被本區包圍。
1935年設區。1962年被撤，分為三區。1965年恢復。